# Lucie Mühlsteinová

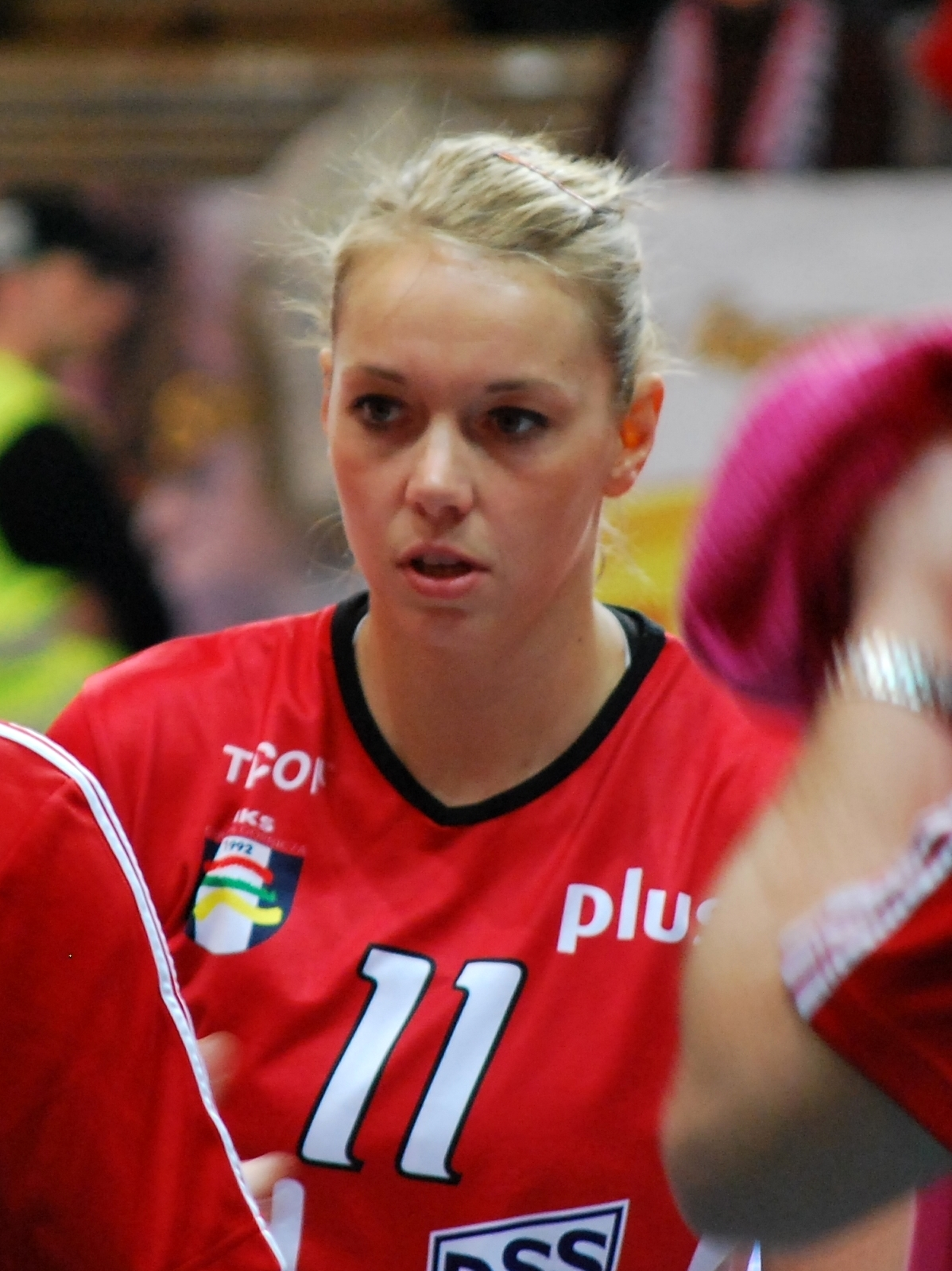
Lucie Mühlsteinová zawodniczką Tauronu MKS Dąbrowy Górniczej

Lucie Mühlsteinová (ur. 15 października 1984 w Děčínie) – czeska siatkarka, grająca na pozycji rozgrywającej, reprezentantka kraju. Karierę rozpoczęła w klubie w rodzimej miejscowości. 
Jej mężem jest słowacki trener siatkarski Michal Mašek.

## Przebieg kariery
| Lata                 | Klub                            |
| -------------------- | ------------------------------- |
| 1999–2005            | PVK Olymp Praga                 |
| 2005–2007            | TJ Sokol Frydek-Mistek          |
| 2007–2008            | Doprastav Bratysława            |
| 2008–2009            | Pronar Zeto Astwa AZS Białystok |
| 2009–2010            | Olympiakos Pireus               |
| 2010–2011            | Tauron MKS Dąbrowa Górnicza     |
| 2011–2012            | AZS Białystok                   |
| 2012–2014            | KPS Chemik Police               |
| 2014–2015            | BKS Aluprof Bielsko-Biała       |
| 2015–2016            | Telekom Baku                    |
| 2016–2018            | ŁKS Commercecon Łódź            |
| 2019 (od 29.01.2019) | ŁKS Commercecon Łódź            |
| 2022–                | Volleyball Wrocław              |

## Sukcesy klubowe
Puchar Czech:
- 2000, 2004, 2005

Liga czeska:
- 2005
- 2002, 2003, 2004
- 2000, 2001

Puchar Słowacji:
- 2008

Liga słowacka:
- 2008

Liga grecka:
- 2010

Puchar Polski:
- 2014

Liga polska:
- 2014, 2019
- 2018

Liga azerska:
- 2016

## Sukcesy reprezentacyjne
Liga Europejska:
- 2012[6]